# Dolegna del Collio
Dolegna del Collio – miejscowość i gmina we Włoszech, w regionie Friuli-Wenecja Julijska, w prowincji Gorycja.
Według danych na rok 2004 gminę zamieszkiwało 435 osób, 36,2 os./km².